# Watsonalla cultraria
Watsonalla cultraria là một loài bướm đêm thuộc họ Drepanidae. Nó được tìm thấy ở miền nam và Trung Âu.
Sải cánh dài 20–28 mm. Con trưởng thành bay từ tháng 5 đến tháng 8 tùy theo địa điểm.
Ấu trùng ăn các loài Fagus.

## Hình ảnh

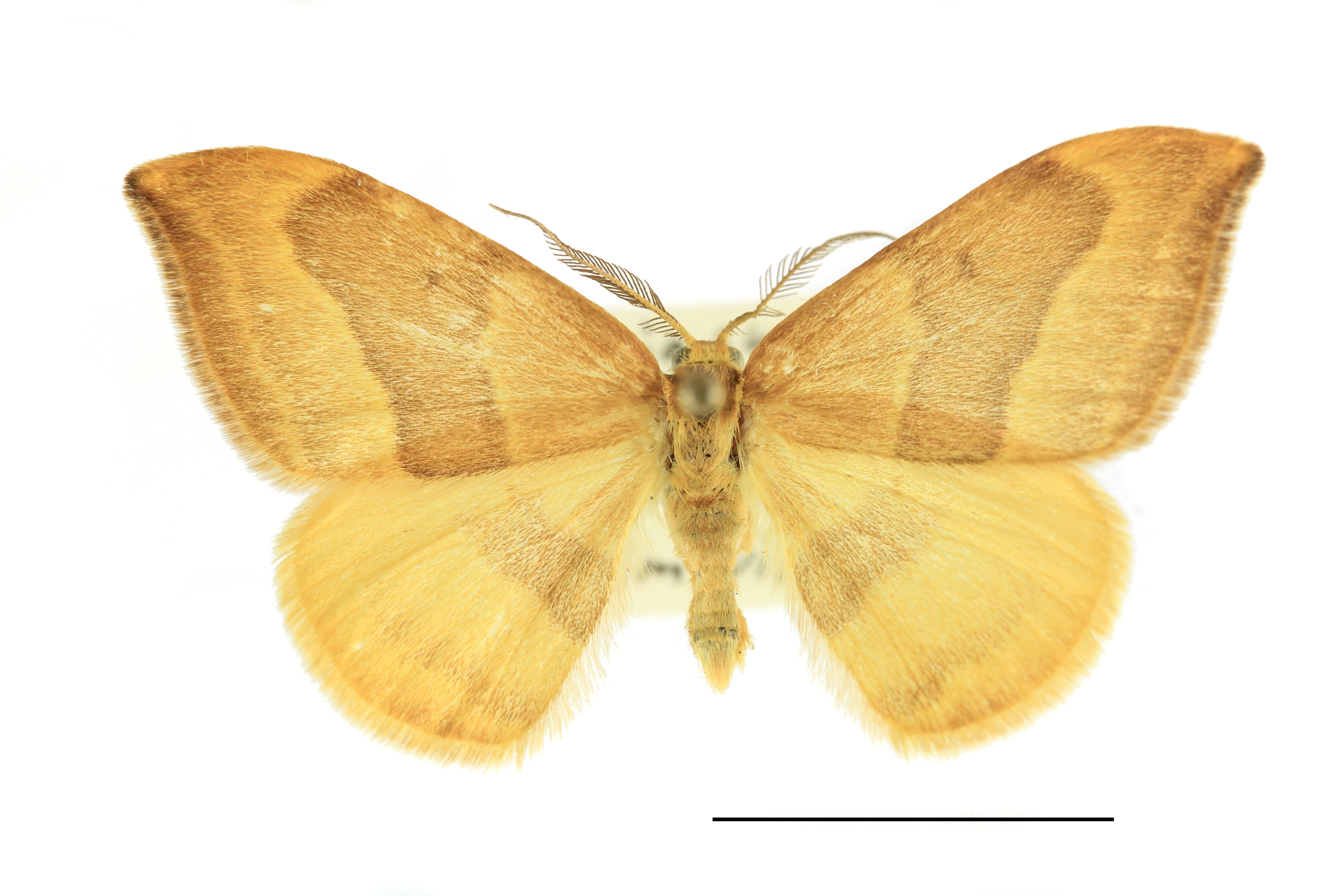
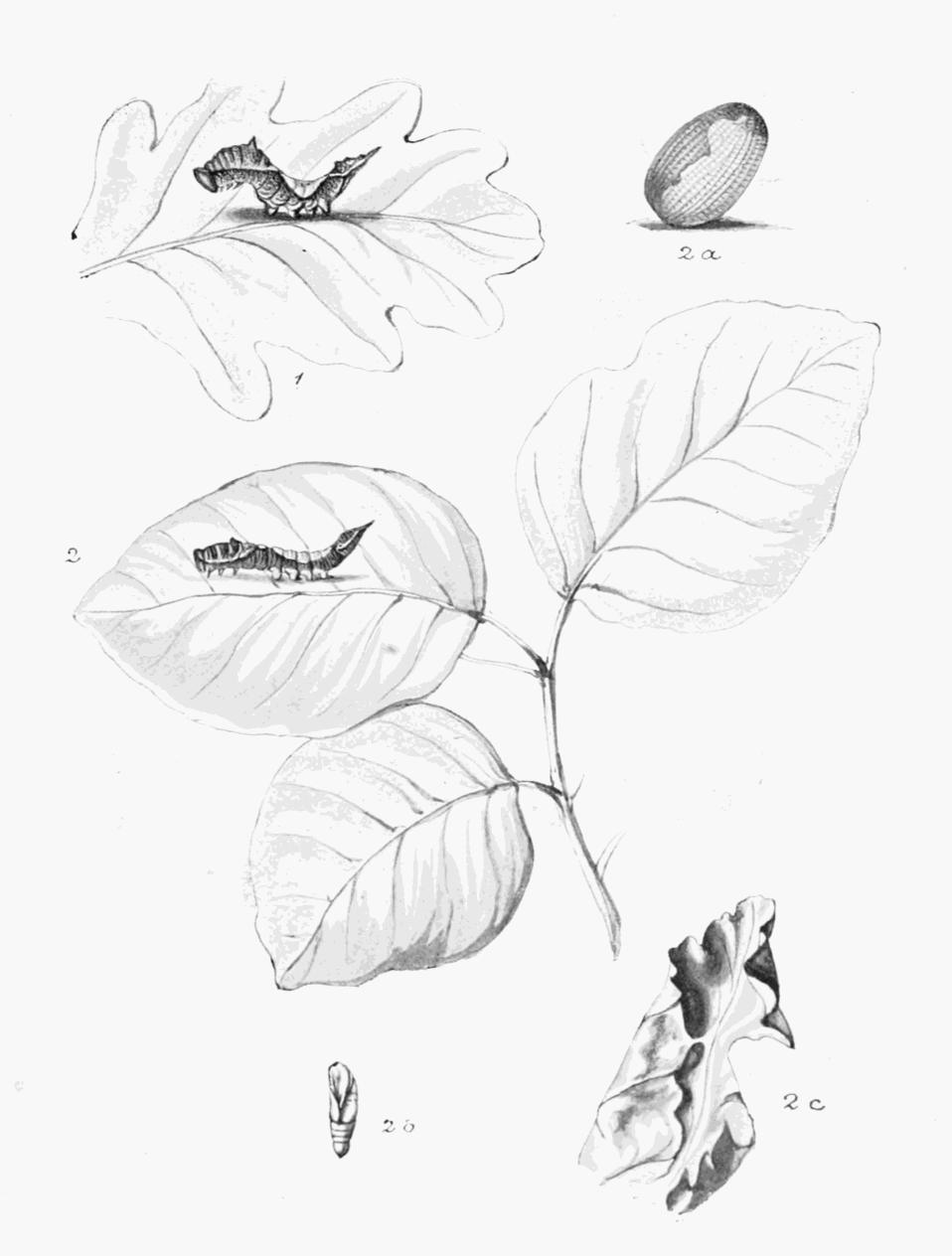
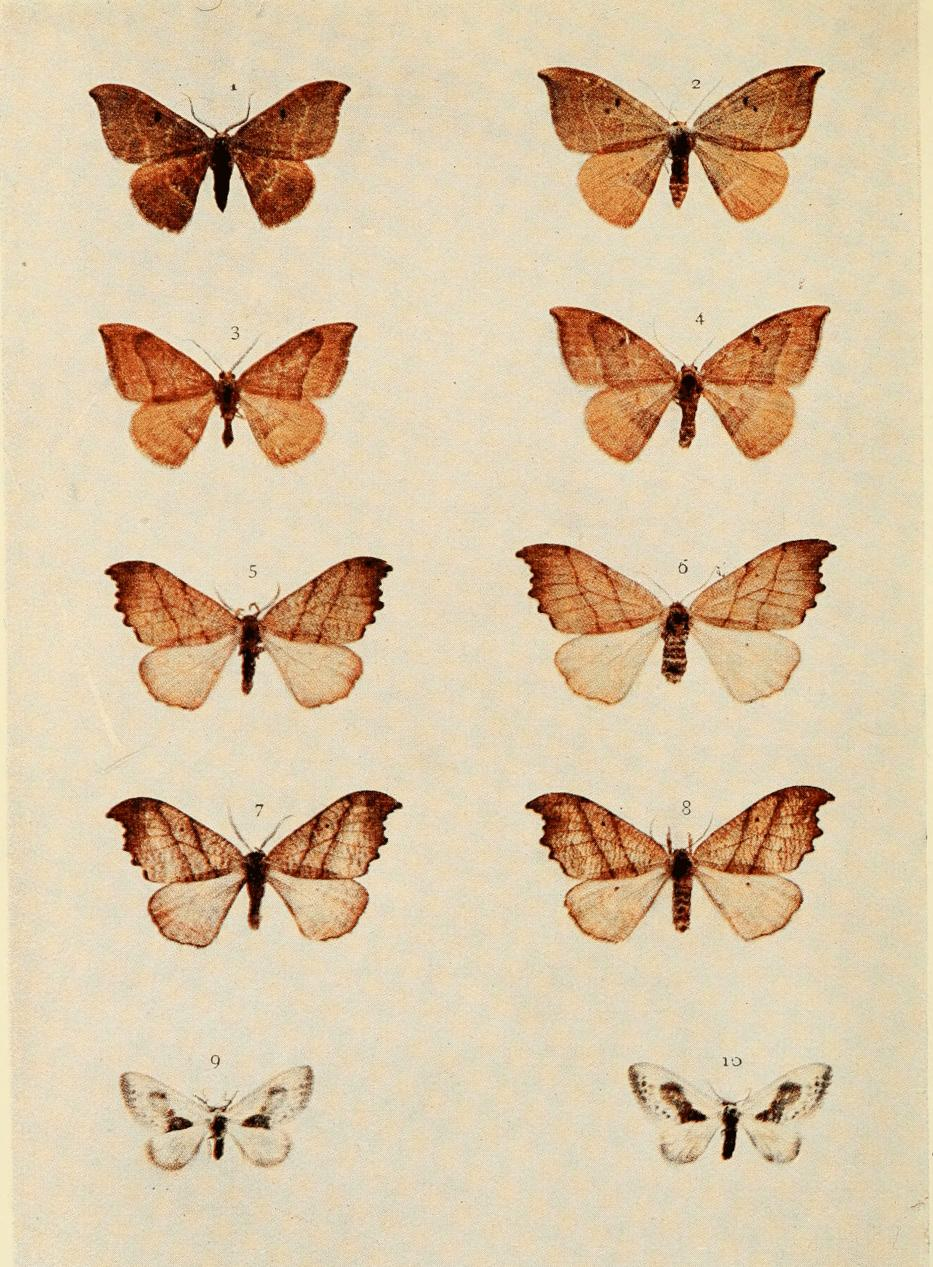
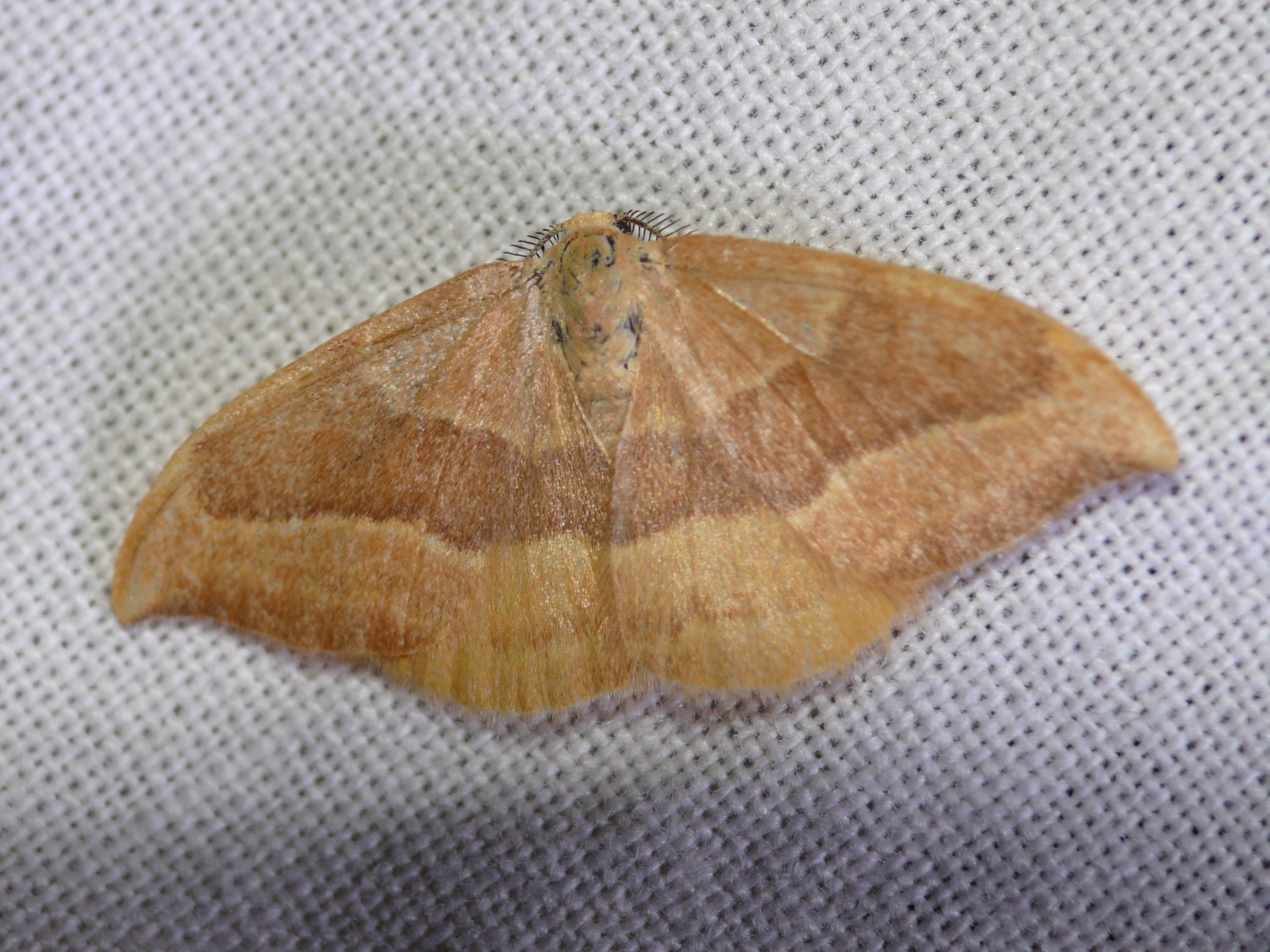